# Edifici Caixa de Pensions (Torelló)
L'Edifici Caixa de Pensions és un edifici de Torelló (Osona) protegit com a Bé Cultural d'Interès Local.

## Descripció
Es tracta d'un edifici entre mitgeres de planta baixa, tres pisos i golfes. La coberta és a doble vessant amb pendent pronunciada amb el carener perpendicular a la façana i té un ràfec de molta volada.
A la façana podem veure que cada pis està tractat de manera diferent. A la planta baixa hi ha tres finestrals que van de dalt a baix amb un enreixat de ferro decorat. El parament està arrebossat imitant carreus. Al primer pis apareix un gran balcó que ocupa tota l'amplada de façana, amb una barana feta amb un entramat de muntants i travessers. Al darrere de la façana el finestral es divideix per columnes de pedra, separades però del pla de la finestra. La vidriera es compon mitjançant la repetició d'un mòdul format per diferents vidres translúcids de diferents colors. La façana està aplacada amb rajola ceràmica vitrificada. A partir d'aquí comença la tribuna que identifica el segon pis. En aquest trobem una superfície de carreu abuixardat i finestres separades només per un matxó prim. Al tercer pis trobem quatre finestres dins d'una única franja de pedra que les unifica.
La façana es corona amb un capcer agut, amb una ampla barbacana que conté les obertures que ventilen la planta de sota coberta. Aquestes tenen forma de gelosies quadriculades. El ràfec descansa sobre uns colls de fusta i el revers dels quals està revestit de ceràmica vidrada.

## Història
L'aspecte que aquest edifici té avui en dia es deu a la reforma de l'immoble que dugué a terme Josep Maria Pericas entre 1957-1958. L'arquitecte fa servir el seu llenguatge personal amb certes influències modernistes i noucentistes. Els elements més destacats són l'escala i la cornisa. Posteriorment ha sofert poques alteracions. L'any 1966 es va enrajolar el terrat. El tancament de la biblioteca i la reforma de l'oficina de la Caixa és el més destacable.